# Viktor Frankl

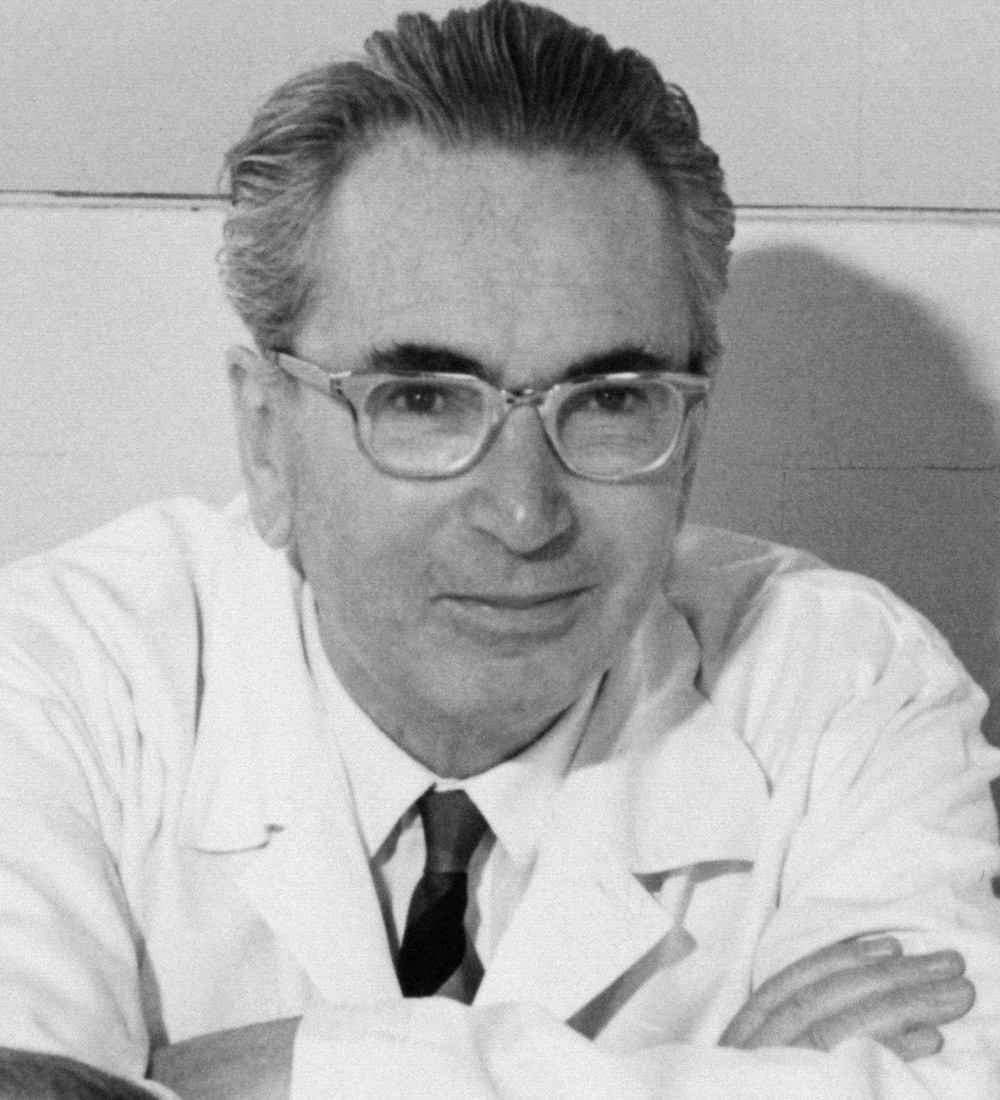
Viktor Frankl

Viktor Emil Frankl (Wenen, 26 maart 1905 – Wenen, 2 september 1997) was een Oostenrijks neuroloog en psychiater, maar werd vooral ook bekend als overlever van de holocaust. Frankl was de grondlegger van de logotherapie, een vorm van existentiële analyse, ook wel de Derde Weense School der psychotherapie genoemd. Zijn boek De zin van het bestaan (uitgegeven in 1978 als vertaling van Ein Psycholog erlebt das Konzentrationslager dat al in 1946 verscheen) schetst zijn ervaringen als gevangene in een concentratiekamp en beschrijft zijn psychotherapeutische methode voor het vinden van betekenis van het leven in alle levensomstandigheden en daarmee een reden om verder te leven.

## Voor en tijdens de Tweede Wereldoorlog
Frankl werd geboren in Wenen als zoon van een Joodse ambtenarenfamilie (Beamtenfamilie). Zijn interesse voor psychologie kwam al in zijn jeugdjaren naar boven. Voor zijn eindexamen gymnasium (Matura) schreef hij een scriptie over de psychologie van het filosofisch denken. Na het behalen van zijn diploma in 1923, studeerde hij geneeskunde aan de Universiteit van Wenen en specialiseerde zich later in neurologie en psychiatrie, waarbij hij zich toelegde op depressie en zelfmoord. Hij kende Sigmund Freud en Alfred Adler persoonlijk.

### Dokter en therapeut
In 1924 werd hij voorzitter van de Sozialistische Mittelschüler Österreich. In deze functie verschafte hij afstuderende studenten een speciaal adviesprogramma. Tijdens zijn ambtstermijn pleegde geen enkele student zelfmoord. Het succes van dit programma kwam onder de aandacht van mensen zoals Wilhelm Reich, die hem uitnodigde om naar Berlijn te komen.
Van 1933 tot 1937 gaf hij leiding aan het zogenaamde zelfmoordenaarspaviljoen (Selbstmörderpavillon) van het Algemeen Ziekenhuis in Wenen. Hij behandelde hier jaarlijks drieduizend vrouwen met zelfmoordplannen. Nochtans werd het hem verboden om arische patiënten te behandelen, vanwege zijn Joodse achtergrond. Hij werkte in een eigen praktijk, totdat hij aan de slag ging in het Rothschild Hospital in 1940, waar hij leiding gaf aan de neurologische afdeling en tevens actief was als hersenchirurg. In die tijd was dit hospitaal het enige dat nog toegankelijk was voor Joden. Verschillende keren voorkwam zijn medische oordeel dat patiënten geëuthanaseerd werden via het eugenetische naziprogramma Aktion T4. In december 1941 trad hij in het huwelijk met Tilly Grosser.

### Gevangene en therapeut
Op 25 september 1942 werd hij samen met zijn vrouw en ouders naar het concentratiekamp Theresienstadt (Tsjechisch: Terezín) gedeporteerd. Hoewel hij net zoals de medegevangenen dwangarbeid moest verrichten, probeerde Frankl ook (geassisteerd door onder andere dr. Leo Baeck en rabbijn Regina Jonas) medegevangenen te behandelen bij zwaarmoedigheid en zelfmoord te voorkomen. Hij werkte in het blok voor psychiatrische hulp en gaf leiding aan een neurologische kliniek in blok B IV. Daarnaast werd door hem een kampdienst voor psychische hygiëne en geesteszorg voor zieken en levensmoeden opgezet en onderhouden. In Theresienstadt gaf Frankl lezingen over onderwerpen zoals Slaap en slaapstoornissen, Lichaam en geest, Medische geesteszorg, Psychologie van de bergsport, Rax en Schneeberg, Hoe houd ik mijn zenuwen gezond, Existentiële problemen in psychotherapie en Sociale psychotherapie. Op 29 juli 1943 organiseerde hij een besloten ontmoeting van de Wetenschappelijke Sociëteit met als titel: Levensuitputting & Levensmoed in Terezin. De titel van zijn lezing op 25 januari 1944 was Over speciale personen: ervaringen van een neuroloog en zijn laatst bekende lezing in Terezin op 14 juli 1944 had hij als titel meegegeven: Bescherming van psychische gezondheid. Bovendien beschreef hij de psychische gezondheidsdienst van Terezin in een jaarlijks rapport, de eerste besloeg de periode oktober 1942 - oktober 1943.
Later, op 19 oktober 1944, werd hij gedeporteerd naar Auschwitz en enige dagen daarna naar Türkheim, een concentratiekamp niet ver verwijderd van Dachau, waar hij aankwam op 25 oktober 1944. Zijn vrouw was ondertussen overgebracht naar het concentratiekamp Bergen-Belsen, waar zij omkwam; zijn vader en moeder waren vanuit Auschwitz naar Theresienstadt overgebracht en kwamen daar om. Op 27 april 1945 werd Frankl bevrijd door de Amerikaanse troepen. Van zijn directe verwanten had alleen zijn zuster de oorlog overleefd, dankzij emigratie naar Australië.
Door het lijden dat hij en anderen hadden ondergaan in de concentratiekampen kwam hij tot de opzienbarende conclusie dat zelfs in de meest absurde, pijnlijke en inhumane situaties het leven potentieel zinvol is. Deze conclusie vormde de sterke basis voor Frankls logotherapie.

## Na de Tweede Wereldoorlog
Nadat hij was bevrijd uit kamp Türkheim door het Amerikaanse leger, keerde hij terug naar Wenen.
In 1945 nog schreef hij zijn wereldberoemde boek getiteld De zin van het bestaan; een inleiding tot de logotherapie. In dit boek beschrijft hij het leven van een gewone gevangene in het concentratiekamp vanuit het perspectief van een psychiater.
In 1946 werd hij aangesteld als directeur van de Weense polikliniek voor neurologie, welke functie hij zou blijven vervullen tot 1971. In 1947 hertrouwde hij met Eleonore Katharina Schwindt, met wie hij een dochter, Gabriele, zou krijgen. Vanaf 1955 was hij hoogleraar in de neurologie en psychiatrie aan de Universiteit van Wenen. Daarnaast vervulde hij enkele gastprofessoraten in de Verenigde Staten (Harvard University, Dallas, Pittsburgh).
In de naoorlogse jaren publiceerde Frankl meer dan 32 boeken, waarvan er meerdere in tien tot twintig talen werden vertaald. Het bekendst is hij echter als bedenker van de logotherapie (logos, λόγος, is Grieks voor 'woord, reden, principe'; therapie, Θεραπεύω, betekent 'ik genees'). Hij gaf wereldwijd lezingen en seminars en ontving 29 eredoctoraten.
Ook was Viktor Frankl een verwoed bergbeklimmer. In de Wiener Hausbergen maakte hij onder leiding van verschillende berggidsen meerdere tochten getuige een documentaire van de Bayerische Rundfunk.

## Varia
- Frankl zei vaak dat er zelfs binnen de benauwende muren van het concentratiekamp maar twee soorten mensen bestaan: fatsoenlijke en onfatsoenlijke mensen. Dit gold ongeacht de klasse, etniciteit of groep waartoe men behoorde.
- In concentratiekamp Theresienstadt werkte hij als algemeen arts in een kliniek, totdat zijn psychiatrische kennis werd erkend. Toen werd hem verzocht een aparte kliniek op te zetten waar hij nieuwe gevangenen leerde hun schrik en woede te boven te komen. Later zette hij een speciale kliniek op voor de behandeling van suïcidale gevangenen; tekenen van suïcidale gedachten bij gevangenen werden aan hem gemeld. Om zijn waardigheid te behouden onder de naargeestige omstandigheden van het concentratiekamp, gaf hij dikwijls een lezing aan een denkbeeldig publiek over Psychotherapeutische ervaringen in een concentratiekamp. Hij geloofde dat hij het lijden kon beëindigen door het volledig objectief te ervaren.
- Frankl geldt als bedenker van de term Sunday neurosis, waarmee hij verwijst naar een soort depressie die optreedt bij mensen, zodra ze zich bewust worden van de leegte van hun leven als de werkweek voorbij is.

- Bibsys: 90123249
- Biblioteca Nacional de Chile: 000041495
- Biblioteca Nacional de España: XX880147
- Bibliothèque nationale de France: cb12034519t (data)
- Catàleg d'autoritats de noms i títols de Catalunya: 981058518501006706
- CiNii: DA00404564
- Gemeinsame Normdatei: 118534904
- International Standard Name Identifier: 0000 0001 0859 4462
- Library of Congress Control Number: n79122444
- Nationale Bibliotheek van Letland: 000028854
- Bibliotheek van het Japanse parlement: 00440035
- Nationale Bibliotheek van Tsjechië: jn19990009561
- Nationale bibliotheek van Australië: 35099943
- Nationale Bibliotheek van Israël: 987007261488005171
- Nationale Bibliotheek van Polen: a0000001178864
- Nationale en Universitaire bibliotheek Zagreb: 000045525
- Nederlandse Thesaurus van Auteursnamen: 068548907
- Istituto Centrale per il Catalogo Unico: VIAV099417
- LIBRIS: 187332
- SNAC: w68w4392
- Système universitaire de documentation: 028526678
- Semantic Scholar: 13964763
- Trove: 158734
- Virtual International Authority File: 95178598
- WorldCat: E39PBJy8pFpwKWY36VjHKPKrv3